# Hans von Salmuth

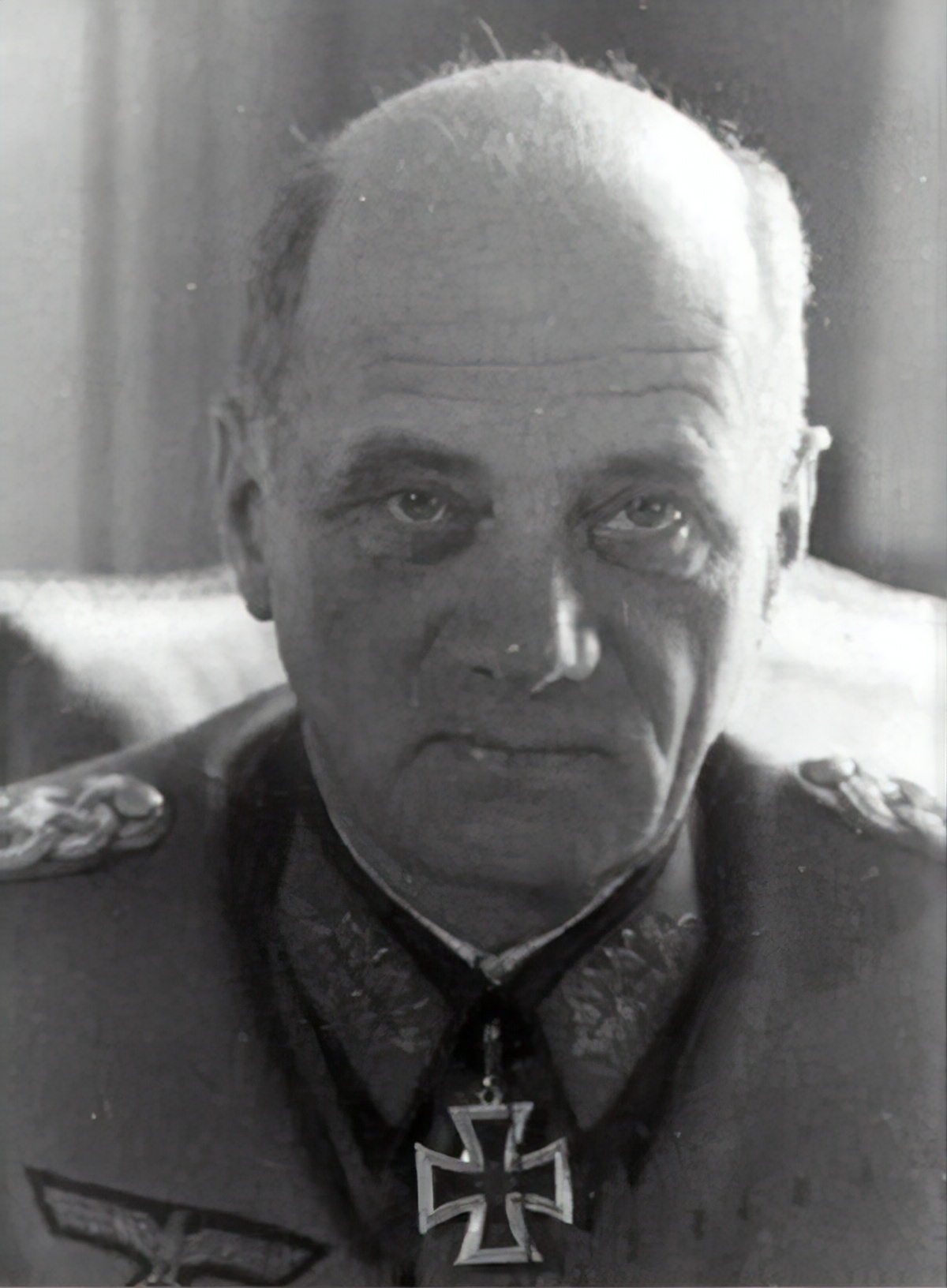
Hans von Salmuth (1943)

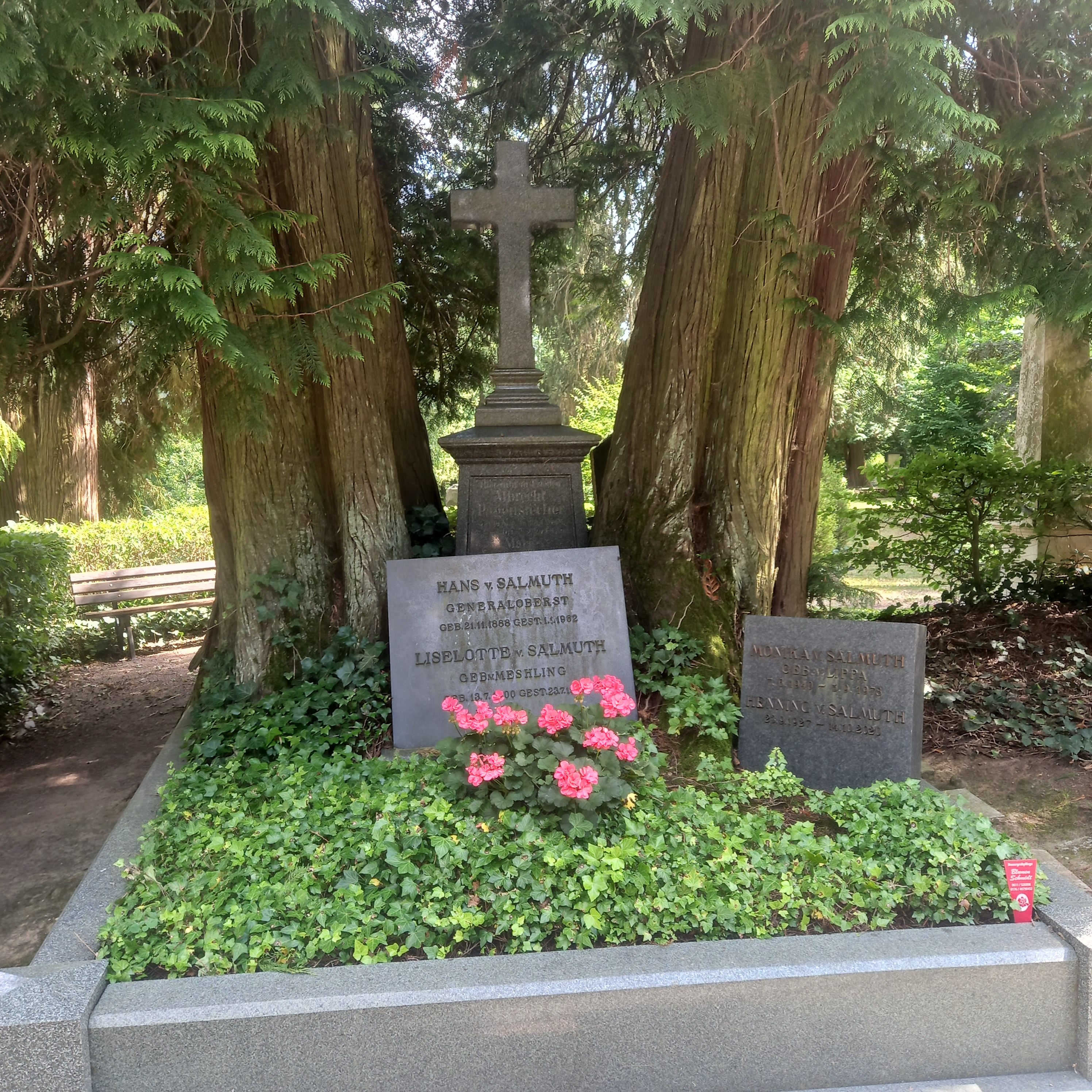
Das Grab von Hans von Salmuth und seiner Ehefrau Liselotte, geborene von Meshling, auf dem Nordfriedhof (Wiesbaden)

Hans Eberhard Kurt von Salmuth (* 29. November 1888 in Metz, Elsaß-Lothringen; † 1. Januar 1962 in Heidelberg) war ein deutscher Generaloberst während des Zweiten Weltkrieges. Er wurde 1948 beim OKW-Prozess wegen Kriegsverbrechen und Verbrechen gegen die Menschlichkeit verurteilt.

## Leben
Der Offizierssohn Hans von Salmuth trat am 19. September 1907 in das Königin Elisabeth Garde-Grenadier-Regiment Nr. 3 der Preußischen Armee in Berlin-Charlottenburg ein. Im Ersten Weltkrieg war er an der West- und Ostfront eingesetzt und zuletzt als Hauptmann im Generalstab tätig. Für sein Wirken erhielt er beide Klassen des Eisernen Kreuzes, den Bayerischen Militärverdienstorden IV. Klasse mit Schwertern, das Anhaltisches Friedrich-Kreuz sowie das Österreichische Militärverdienstkreuz III. Klasse mit der Kriegsdekoration.

### Zwischenkriegszeit
Nach Kriegsende wurde er in die Reichswehr übernommen und nach Verwendungen im Stab der 1. Division und Generalstabsoffizier der Festung Königsberg ab 1927 für drei Jahre als Chef der 1. Kompanie 9. (Preußisches) Infanterie-Regiment in Potsdam eingesetzt und dort am 1. Januar 1928 zum Major befördert. Als Erster Generalstabsoffizier im Wehrkreiskommando I in Königsberg erfolgte am 1. Februar 1932 seine Beförderung zum Oberstleutnant. Anschließend führte Salmuth als Kommandeur das I. Bataillon des 12. Infanterie-Regiments in Dessau.
Hans von Salmuth wurde aufgrund seiner guten Beurteilungen und im Zuge der Heeresvermehrung, die zahlreiche neue Stellen für Generalstabsoffiziere mit sich brachte, zügig weiter befördert: Am 1. Mai 1934 zum Oberst, am 1. August 1937 zum Generalmajor und am 1. August 1939 zum Generalleutnant.
Seine weiteren Dienststellungen in den Friedensjahren waren: Ab 1. Juli 1934 Chef des Generalstabes des II. Armeekorps in Stettin und ab 1. Oktober 1937 Chef des Generalstabes des neugebildeten Gruppenkommandos 1 in Berlin.

### Zweiter Weltkrieg
Das Gruppenkommando 1 wurde später in Heeresgruppenkommando B umbenannt. Im September 1939 war Salmuth unter General Fedor von Bock Chef des Stabes der Heeresgruppe Nord und nahm am Überfall auf Polen teil. Nach dem schnellen Sieg gegen Polen wurde das Heeresgruppenkommando B im Oktober 1939 an die Westgrenze verlegt, von der aus die Heeresgruppe ab dem 10. Mai 1940 den Angriff auf die Niederlande und Belgien führte.
Nach dem Westfeldzug wurde Salmuth für seine besonderen Leistungen als Generalstabschef am 19. Juli 1940 mit dem Ritterkreuz des Eisernen Kreuzes ausgezeichnet und mit Wirkung zum 1. August 1940 zum General der Infanterie befördert.
In die Planung des Unternehmens Barbarossa war Salmuth einbezogen, zumal die Heeresgruppe B (ab 22. Juni 1941 Heeresgruppe Mitte) den Hauptstoß durch Weißrussland auf Moskau führen sollte. General von Salmuth wurde jedoch vor Feldzugsbeginn versetzt und übernahm am 10. Mai 1941 die Führung des XXX. Armeekorps, welches sich in Rumänien zum Angriff auf die Südukraine bereitstellte. Nachdem dieses Armeekorps bis an das Nordufer des Asowschen Meeres vorgestoßen war, wurde es verlegt, um zusammen mit den anderen Kräften der 11. Armee den Durchbruch zur Halbinsel Krim und deren vollständige Eroberung sicherzustellen. Salmuth erkrankte jedoch im November 1941 und musste für mehrere Monate in die Führerreserve des Heeres versetzt werden.
Nach seiner Genesung übernahm er am 20. April 1942 in Vertretung für Generaloberst Hermann Hoth die Führung der 17. Armee in der Zweiten Schlacht um Charkow. Am 6. Juni 1942 übergab er die Armee an den neuen Oberbefehlshaber, Generaloberst Richard Ruoff, wurde vertretungsweise Führer der 4. Armee am Mittelabschnitt und erhielt schließlich am 15. Juli 1942 den Oberbefehl über die 2., die die Nordflanke der Heeresgruppe B (früher Süd) bildete. Am 1. Juli 1942 wurde Hans von Salmuth zum Generaloberst befördert.
Mit seiner Armee hatte er die Abwehrkämpfe beiderseits der Stadt Woronesch und die sowjetische Winteroffensive zu bestehen, die im Januar/Februar 1943 zu starken Verlusten auf deutscher Seite und zu einem weiträumigen Rückzug über Kursk hinaus nach Westen führte. Von Salmuth wurde für diese Niederlage mitverantwortlich gemacht und musste den Oberbefehl über die 2. Armee am 3. Februar 1943 an General der Infanterie Walter Weiß abgeben.
Nach einer Erholungsphase wurde er im Frühjahr 1943 nochmals als zeitweiser Vertreter für die Oberbefehlshaber der 17. und der 4. Armee eingesetzt. Danach verließ der Generaloberst endgültig die Ostfront und übernahm am 1. August 1943 als Oberbefehlshaber die 15. Armee im Westen. Diese war zu Invasionsbeginn am 6. Juni 1944 die stärkste deutsche Armee im Westen und stand zwischen Lille und Cambrai. Während der Invasion der Normandie trauten weder Hitler als Oberbefehlshaber des Heeres noch Generalfeldmarschall Walter Model als neu ernannter Oberbefehlshaber West Salmuth zu, seine Armee in den zu erwartenden schweren Bewegungskämpfen erfolgreich zu führen, so dass er am 25. August 1944 als OB abgelöst und durch General der Infanterie Gustav-Adolf von Zangen ersetzt wurde. Bis Kriegsende erhielt Hans von Salmuth keine neue Verwendung mehr.

### Nachkriegszeit
Im Juli 1945 geriet er in US-amerikanische Kriegsgefangenschaft und wurde wegen Kriegsverbrechen und Verbrechen gegen die Menschlichkeit im Prozess gegen das Oberkommando der Wehrmacht angeklagt. Sein Verteidiger war Kurt Gollnick. Er wurde vom Gericht für schuldig befunden, den Kommandobefehl weitergegeben, Kriegsgefangene rechtswidrig eingesetzt, Kriegsgefangene und Zivilisten an den SD übergeben, die Mordaktionen des SD geduldet, Zivilisten zu verbotenen Arbeiten eingesetzt, deren Deportation zur Zwangsarbeit ins Reich unterstützt, exzessive Partisanenbekämpfung und Sühneaktionen gegen zivile Geiseln angeordnet, die Einsatzgruppen bei der Judenverfolgung und -ermordung unterstützt und Soldaten zur Teilnahme bei Erschießungen der Einsatzgruppen abkommandiert zu haben. Er wurde am 28. Oktober 1948 zu zwanzig Jahren Haft verurteilt. Bereits am 23. Juli 1953 wurde er vorzeitig aus der Haftanstalt Landsberg entlassen.
Von 1958 bis 1962 saß er dem Verband deutscher Soldaten vor, „der Dachorganisation aller militärischen Traditionsverbände“.
Er war mit Liselotte von Meßling verheiratet und hatte zwei Söhne.